# Discospirina
Discospirina, en ocasiones erróneamente denominado Discopirinia, es un género de foraminífero bentónico de la familia Discospirinidae, de la superfamilia Cornuspiroidea, del suborden Miliolina y del orden Miliolida. Su especie tipo es Orbitolites tenuissimus. Su rango cronoestratigráfico abarca desde el Mioceno medio hasta la Actualidad.

## Discusión
Clasificaciones más recientes incluyen Discospirina en la superfamilia Nubecularioidea.

## Clasificación
Discospirina incluye a la siguiente especie:
- Discospirina italica

Otra especie considerada en Discospirina es:
- Discospirina tenuissima, considerado sinónimo posterior de Discospirina italica